# Pachuta, Mississippi
Pachuta, Mississippi (енгл. Pachuta) град је у америчкој савезној држави Мисисипи.

## Демографија
По попису из 2010. године број становника је 261, што је 16 (6,5%) становника више него 2000. године.
| Група             | 2000.       | 2010.       |
| Белци             | 162 (66,1%) | 180 (69,0%) |
| Афроамериканци    | 81 (33,1%)  | 80 (30,7%)  |
| Азијати           | 0 (0,0%)    | 0 (0,0%)    |
| Хиспаноамериканци | 0 (0,0%)    | 0 (0,0%)    |
| Укупно            | 245         | 261         |